# .gd
.gd為格林纳达國家及地區頂級域（ccTLD）的域名。該域名與廣東的漢語拼音（Guǎng Dōng）首字母縮寫相同，可用來注冊有「廣東」含義的網站。該域名於1992年6月3日啟用。自2013年3月以来，GoDaddy等域名注册商已停止受理用戶註冊.gd域名。

## 外部連結
- IANA .gd whois information（页面存档备份，存于）